# Júnis Al Ajnáví
Júnis Al Ajnáví (arabsky يونس العيناوي‎ Younès El Aynaoui; * 12. září 1971 Rabat) je bývalý marocký profesionální tenista, jenž na okruhu pohyboval v letech 1990–2010. Ve své kariéře vyhrál na ATP Tour pět turnajů ve dvouhře. Na challengerech ATP získal patnáct titulů ve dvouhře a na okruhu ITF pak dvě singlové výhry.
Na žebříčku ATP byl ve dvouhře nejvýše klasifikován v březnu 2003 na 14. místě a ve čtyřhře pak v červenci stejného roku na 85. místě.
V marockém daviscupovém týmu debutoval v roce 1990 casablanským finálem 2. skupiny zóny Evropy a Afriky proti Zimbabwe, v němž získal rozhodující třetí bod výhrou nad Orlandem Lourencen. Tunisané zvítězili 4:1 na zápasy. V soutěži nastoupil k dvaceti dvěma mezistátním utkáním s bilancí 26–11 ve dvouhře a 2–8 ve čtyřhře.
Maroko reprezentoval na Letních olympijských hrách v Barceloně 1992 a v Athénách 2004.

## Tenisová kariéra
Profesionálem se stal v roce 1990, ve věku osmnácti let, a to po prvním týdnu stráveném v americkém Bradentonu, kde začal trénovat v Tenisové akademii Nicka Bollettieriho. V ní strávil další dva roky přípravy.
Jeho kariéra byla opakovaně přerušována zraněními. Po fraktuře pravého hlezna podstoupil v listopadu 1996 operační zákrok. Nehrál dalších sedm měsíců, aby po potížích absolvoval druhou operaci v únoru 1998. Na dvorce se vrátil v létě sezóny 1998. Následně dokázal vyhrát pět challengerů a probojovat se do finále události z kategorie ATP International Series na santiagském Chile Open. Ze 444. místa žebříčku ATP tak postoupil až na 49. příčku na konci sezóny a ATP Tour tento výkon vyhlásila za návrat roku.
Další dlouhé absence pro zranění prožil mezi lety 2004–2007, kdy vynechal tři sezóny, a poté opět od září 2008 do ledna 2010.

### Nejdelší pátý set historie Grand Slamu
Do historických tenisových tabulek se zapsal čtvrtfinálovým zápasem ve dvouhře na Australian Open 2003. Do tohoto utkání postoupil po osmifinálové výhře nad světovou jedničkou Australanem Lleytonem Hewittem.
Čtvrtfinále odehrál s Američanem Andy Roddickem. Oba aktéři vytvořili rekord nejvyššího počtu odehraných gamů v jediném zápase od zavedení tiebreaku, když absolvovali 83 her. Zápas vyhrál Roddick poměrem setů 4–6, 7–6, 4–6, 6–4 a 21–19 v rozhodující sadě, když oba předtím odvrátili mečbol. V pátém setu tak navíc zaznamenali nejvyšší počet gamů v grandslamové historii, a to 40 her. Tyto rekordy pak překonal nejdelší zápas historie tenisu, který v úvodním kole Wimbledonu 2010 odehráli Američan John Isner a Francouz Nicolas Mahut).

## Ocenění
Od marockého krále Muhammada VI. obdržel zlatou medaili, nejvyšší státní ocenění pro sportovce. V anketě marockého [eníku L'Economiste z roku 2003 jej čtenáři zvolili na prvním místě v otázce nejvhodnějšího vzoru pro společnost, a to před premiérem a atletem Hišámem Al-Karúdžem.
Centrální dvorec tenisového areálu Royal Tennis Club v Marrákeši nese jeho jméno.

## Finále na okruhu ATP Tour
| Legenda (před/od 2009)                |
| D – dvouhra; Č – čtyřhra              |
| Grand Slam (0)                        |
| Turnaj mistrů (0)                     |
| ATP Masters Series (0)                |
| ATP International Series Gold (0–1 D) |
| ATP International Series (5–10 D)     |

### Dvouhra: 16 (5–11)
| Stav      | č.  | datum              | turnaj                         | povrch    | soupeř ve finále       | výsledek                     |
| --------- | --- | ------------------ | ------------------------------ | --------- | ---------------------- | ---------------------------- |
| Finalista | 1.  | 22. března 1993    | Casablanca, Maroko             | antuka    | Guillermo Pérez-Roldán | 4–6, 3–6                     |
| Finalista | 2.  | 7. června 1996     | Dauhá, Katar                   | antuka    | Petr Korda             | 6–7(5–7), 6–2, 6–7(5–7)      |
| Finalista | 3.  | 14. června 1996    | Jakarta, Indonésie             | tvrdý     | Sjeng Schalken         | 2–6, 3–6                     |
| Finalista | 4.  | 4. srpna 1996      | Amsterdam, Nizozemsko          | antuka    | Francisco Clavet       | 5–7, 1–6, 1–6                |
| Finalista | 5.  | 15. listopadu 1998 | Santiago, Chile                | antuka    | Francisco Clavet       | 2–6, 4–6                     |
| Vítěz     | 1.  | 2. srpna 1999      | Amsterdam, Nizozemsko          | antuka    | Mariano Zabaleta       | 6–0, 6–3                     |
| Finalista | 6.  | březen 2000        | Bogotà, Kolumbie               | antuka    | Mariano Puerta         | 4–6, 6–7(5–7)                |
| Finalista | 7.  | 22. července 2001  | Amsterdam, Nizozemsko          | antuka    | Àlex Corretja          | 3–6, 7–5, 6–7(0–7), 6–3, 4–6 |
| Vítěz     | 2.  | 10. září 2001      | Bukurešť, Rumunsko             | antuka    | Albert Montañés        | 7–6(7–5), 7–6(7–2)           |
| Finalista | 8.  | 15. října 2001     | Lyon, Francie                  | tvrdý (h) | Ivan Ljubičić          | 4–6, 3–6                     |
| Vítěz     | 3.  | 31. prosince 2001  | Dauhá, Katar                   | tvrdý     | Felix Mantilla         | 4–6, 6–2, 6–2                |
| Finalista | 9.  | 2. března 2002     | Dubaj, Spojené arabské emiráty | antuka    | Fabrice Santoro        | 4–6, 6–3, 3–6                |
| Vítěz     | 4.  | 8. dubna 2002      | Casablanca, Maroko             | antuka    | Guillermo Cañas        | 3–6, 6–3, 6–2                |
| Vítěz     | 5.  | 29. dubna 2002     | Mnichov, Německo               | antuka    | Rainer Schüttler       | 6–4, 6–4                     |
| Finalista | 10. | 14. července 2002  | Båstad, Švédsko                | antuka    | Carlos Moyà            | 4–6, 3–6                     |
| Finalista | 11. | 14. dubna 2003     | Casablanca, Maroko             | antuka    | Julien Boutter         | 2–6, 6–2, 1–6                |

## Chronologie výsledků na Grand Slamu

### Dvouhra
| Turnaj          | 1990  | 1991  | 1992  | 1993  | 1994  | 1995  | 1996  | 1997  | 1998  | 1999  | 2000  | 2001  | 2002  | 2003  | 2004  | 2005  | 2006  | 2007  | 2008  | 2009  | Celkem SR |
| --------------- | ----- | ----- | ----- | ----- | ----- | ----- | ----- | ----- | ----- | ----- | ----- | ----- | ----- | ----- | ----- | ----- | ----- | ----- | ----- | ----- | --------- |
| Australian Open | A     | A     | A     | A     | 2R    | 1R    | A     | A     | A     | 2R    | QF    | 1R    | 3R    | QF    | 1R    | A     | A     | A     | A     | A     | 0 / 8     |
| French Open     | A     | A     | A     | A     | 1R    | 4R    | 1R    | A     | A     | 2R    | 4R    | 2R    | 2R    | 3R    | A     | A     | A     | A     | A     | A     | 0 / 8     |
| Wimbledon       | A     | A     | A     | A     | 1R    | A     | 1R    | A     | A     | 2R    | 3R    | 3R    | 1R    | 3R    | A     | A     | A     | A     | A     | A     | 0 / 7     |
| US Open         | A     | A     | A     | A     | 1R    | A     | 1R    | A     | A     | 2R    | 1R    | 1R    | QF    | QF    | 1R    | 1R    | A     | A     | A     | A     | 0 / 9     |
| Grand Slam SR   | 0 / 0 | 0 / 0 | 0 / 0 | 0 / 0 | 0 / 4 | 0 / 2 | 0 / 3 | 0 / 0 | 0 / 0 | 0 / 4 | 0 / 4 | 0 / 4 | 0 / 4 | 0 / 4 | 0 / 2 | 0 / 1 | 0 / 0 | 0 / 0 | 0 / 0 | 0 / 0 | 0 / 32    |
| Žebříček ATP    | 351.  | 570.  | 311.  | 51.   | 117.  | 110.  | 70.   | 237.  | 45.   | 33.   | 25.   | 38.   | 22.   | 14.   | 644.  | 228.  | 189.  | 167.  | 201.  | –     | N/A       |

| Legenda | Legenda                                   | Legenda | Legenda                     |
| ------- | ----------------------------------------- | ------- | --------------------------- |
| SR      | poměr vyhraných turnajů ku všem odehraným | W–L V–P | výhry–prohry                |
| NH      | daný rok se turnaj nekonal                | A       | turnaje se hráč nezúčastnil |
| 1Q / LQ | prohra v (kole) kvalifikace               | 1k / 1R | prohra v daném kole turnaje |
| QF / ČF | prohra ve čtvrtfinále                     | SF      | prohra v semifinále         |
| F       | prohra ve finále                          | Vítěz   | vítězství v turnaji         |